# UCLA Health
UCLA Health este un sistem de sănătate care cuprinde mai multe spitale, Școala de Medicină David Geffen de la UCLA și o rețea extinsă de îngrijire primară în regiunea Los Angeles. Ca furnizor regional de servicii de sănătate, beneficiază de afilierea academică oferită de campusul UCLA, deoarece aceasta crește statutul său pe piața medicală. De exemplu, relația simbiotică cu campusul a permis crearea unor numiri nominale la nivelul profesorului asistent pentru medicii de îngrijire primară, dar această practică a fost limitată acum din cauza opoziției din partea comunității academice.
În 2007, UCLA Health a fondat Operațiunea Mend, un program pentru tratarea veteranilor militari răniți în războaiele din Irak și Afganistan. În 2016, Operațiunea Mend a primit o subvenție de la Wounded Warrior Project pentru a-și extinde oferta pentru a include tratamentul PTSD și a devenit parte a Warrior Care Network.
Un raport din 2013 al Auditorului de Stat din California a sugerat că tranzacțiile financiare de la sistemul de sănătate către școala de medicină, care s-au triplat în perioada de raportare, merită mai multă transparență. Un studiu realizat de Rand Corporation despre structurile de conducere la UCLA Health abordează din nou poziția ambiguă a UCLA Health ca entitate academică și comercială. Mai recent, UCOP a programat o amendă a statutului pentru Comitetul privind Serviciile de Sănătate, cu scopul de a schimba componența structurii de conducere pentru a permite Sistemului de Sănătate UCLA (atunci denumit astfel) să concureze și să colaboreze mai eficient pe piața serviciilor de sănătate.
Structura de guvernanță include un Consiliu de Supraveghetori non-fiduciari și un Comitet de Angajament Comunitar format din cadre didactice și personal și raportează Vice Cancelarului, Științe ale Sănătății. În plus, există un Comitet de Coordonare a Sustenabilității UCLA Health.
Informații bugetare pentru obligațiunile de obligații (2013) și Raportul financiar 2014–2015 sunt disponibile prin intermediul Biroului Președintelui Universității din California.